# Nordisk Tekstil
Nordisk Tekstil er en dansk tekstilvirksomhed med rødder tilbage fra 1874, hvor den fynske købmand Christian Mogensen opstarter et lille væveri. 28 år senere, i 1902, fusioner det med Harry Dessaus væverier, og det varer ikke længe før tekstilindustrien er spredt over det meste af Odense. I 1943 samles alle aktiviteterne på adressen på Rugårdsvej i Odense. I 1955 overtages foretagenet af Nordisk Fjerfabrik A/S og navnet ændres til Nordisk Tekstilvæveri A/S. Efterfølgende ekspanderes der kraftigt og der opføres bl.a. et 6000 m2 stort væveri i Middelfart. 25 år (1980) senere fusionerede selskabet med Nordisk Tekstiltryk A/S, der også omfattede en konfektioneringsafdeling. I 1991 gik virksomhedens eneaktionær Nordisk Fjer konkurs, og Nordisk Tekstil gennemgik i perioden herefter nogle turbulente år med skiftende ejere. Virksomheden er i dag ejet af dynefabrikanten Arctic.
I 2006 blev egenproduktionen i Danmark nedlagt og virksomheden videreføres i dag som handels- og designhus af boligtekstiler. Primærvaremærket er Night & Day, der er virksomhedens luksusmærke. Night & Day kollektionen omfatter boligtekstiler til sove- og badeværelset.